# 新化乡 (新平县)
新化乡，是中华人民共和国云南省玉溪市新平彝族傣族自治县下辖的一个乡镇级行政单位。

## 行政区划
新化乡下辖以下地区：
新华社区、甸末村、代味村、鲁一尼村、六竜村、新甸村、大寨村、白达莫村、海外村、布者村、阿宝村、者渣村和老五斗村。